# Roland Garros 2015
De 114e editie van het Franse grandslamtoernooi Roland Garros 2015 werd gehouden van zondag 24 mei tot en met zondag 7 juni 2015. Voor de vrouwen was het de 108e editie. Het toernooi werd gespeeld in het Roland-Garrosstadion in het 16e arrondissement van Parijs.
Tweevoudig finalisten
- De Amerikaanse Bethanie Mattek-Sands won twee titels: een in het vrouwendubbelspel en een in het gemengd dubbelspel.
- Lucie Šafářová (Tsjechië) speelde twee finales waarvan zij er één won: die in het vrouwendubbelspel. De titel in het vrouwenenkelspel ging nipt aan haar neus voorbij.
- Ook Mike Bryan (VS) speelde twee finales – hij won in het gemengd dubbelspel, maar verloor in het mannendubbelspel.

Samenvatting
- Bij het mannenenkelspel was de Spanjaard Rafael Nadal titelverdediger. De trofee ging naar de Zwitser Stanislas Wawrinka.
- De Russin Maria Sjarapova was titelverdedigster bij het vrouwenenkelspel. De vorig jaar door Sjarapova onttroonde Amerikaanse Serena Williams pakte haar twintigste grandslamtitel.
- Het mannendubbelspel werd in 2014 gewonnen door Julien Benneteau en Édouard Roger-Vasselin (beiden uit Frankrijk). Dit jaar zegevierden de Kroaat Ivan Dodig en de Braziliaan Marcelo Melo.
- Bij de vrouwen waren Hsieh Su-wei uit Taiwan en Peng Shuai uit China titelhoudsters. Deze keer waren Bethanie Mattek-Sands uit de VS en Lucie Šafářová uit Tsjechië de besten.
- Titelverdedigers in het gemengd dubbelspel waren Anna-Lena Grönefeld uit Duitsland en Jean-Julien Rojer uit Nederland. Winnaars werden de Amerikanen Bethanie Mattek-Sands en Mike Bryan.
- Het toernooi trok 456.000 toeschouwers.[1]

## Toernooikalender
| Roland Garros      | mei 2015 | mei 2015 | mei 2015 | mei 2015 | mei 2015 | mei 2015 | mei 2015 | mei 2015 | juni 2015   | juni 2015   | juni 2015    | juni 2015    | juni 2015    | juni 2015 | juni 2015 |
| Roland Garros      | zon 24   | maa 25   | din 26   | woe 27   | don 28   | vrĳ 29   | zat 30   | zon 31   | maa 1       | din 2       | woe 3        | don 4        | vrĳ 5        | zat 6     | zon 7     |
| ------------------ | -------- | -------- | -------- | -------- | -------- | -------- | -------- | -------- | ----------- | ----------- | ------------ | ------------ | ------------ | --------- | --------- |
| mannenenkelspel    | 1e ronde | 1e ronde | 1e ronde | 2e ronde | 2e ronde | 3e ronde | 3e ronde | 4e ronde | 4e ronde    | kwartfinale | kwartfinale  |              | halve finale |           | finale    |
| vrouwenenkelspel   | 1e ronde | 1e ronde | 1e ronde | 2e ronde | 2e ronde | 3e ronde | 3e ronde | 4e ronde | 4e ronde    | kwartfinale | kwartfinale  | halve finale |              | finale    |           |
| mannendubbelspel   |          |          | 1e ronde | 1e ronde | 2e ronde | 2e ronde | 3e ronde | 3e ronde | kwartfinale | kwartfinale |              | halve finale |              | finale    |           |
| vrouwendubbelspel  |          |          |          | 1e ronde | 1e ronde | 2e ronde | 2e ronde | 3e ronde | 3e ronde    | kwartfinale | kwartfinale  |              | halve finale |           | finale    |
| gemengd dubbelspel |          |          |          | 1e ronde | 1e ronde | 1e ronde | 2e ronde | 2e ronde | kwartfinale | kwartfinale | halve finale | finale       |              |           |           |

## Enkelspel

### Mannen

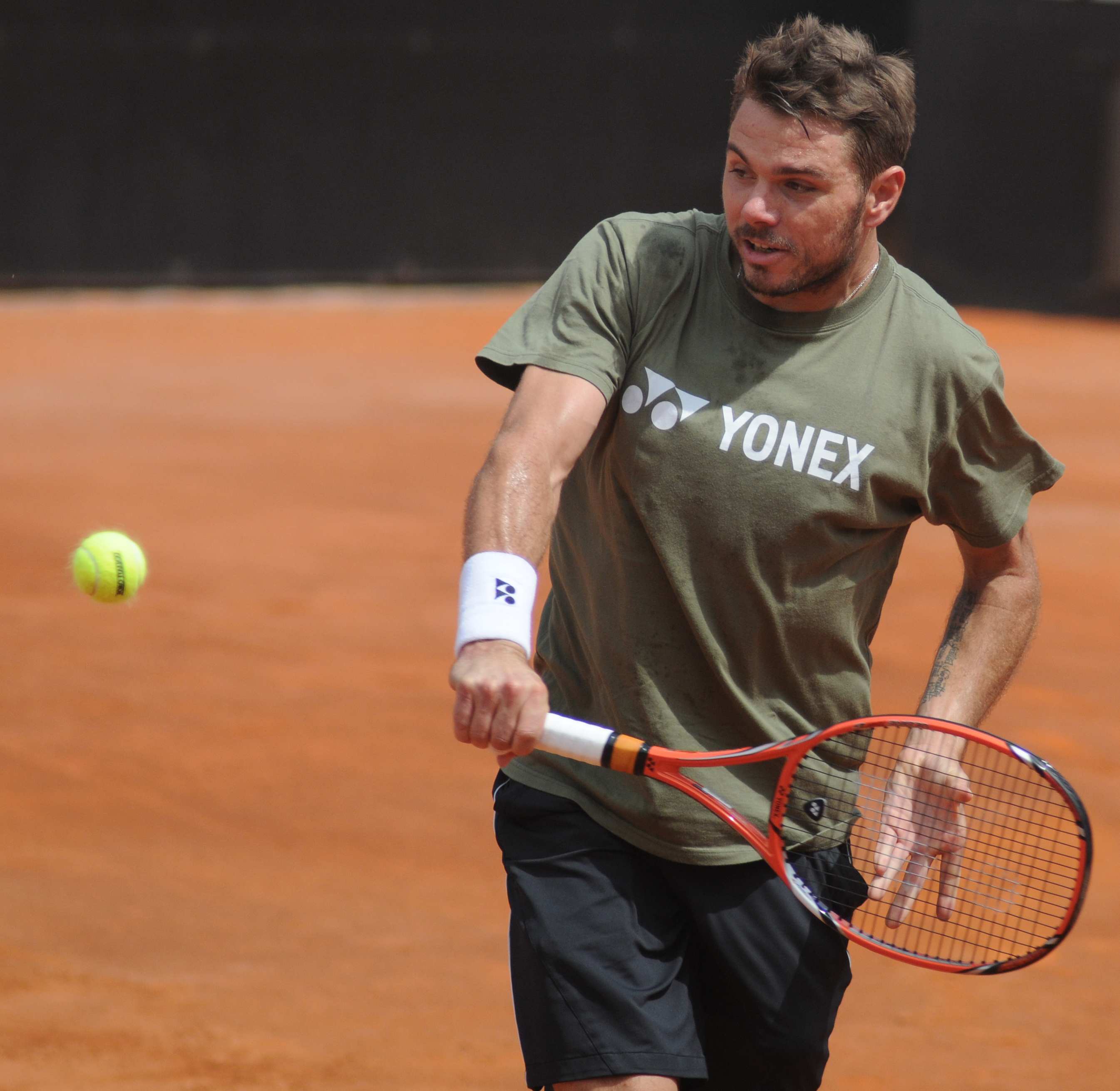
De Zwitser Stanislas Wawrinka won de titel.

De titel in het mannenenkelspel werd verdedigd door de Spanjaard Rafael Nadal, de nummer zeven op de wereldranglijst bij de mannen. Hij werd echter uitgeschakeld in de kwartfinale.
De trofee ging naar het achtste reekshoofd, Stanislas Wawrinka, die de als eerste geplaatste Novak Đoković versloeg in een viersetter-finale. Wawrinka won het toernooi voor de eerste keer.
Van de Belgische deelnemers was David Goffin het meest succesvol – hij was als zeventiende geplaatst en bereikte de derde ronde, waarin hij werd uitgeschakeld door de Fransman Jérémy Chardy. Vier andere Belgen strandden in de eerste ronde: Ruben Bemelmans, Steve Darcis en de kwalificanten Kimmer Coppejans en Germain Gigounon.
De Nederlanders Robin Haase en kwalificant Igor Sijsling verloren eveneens hun openingspartij.

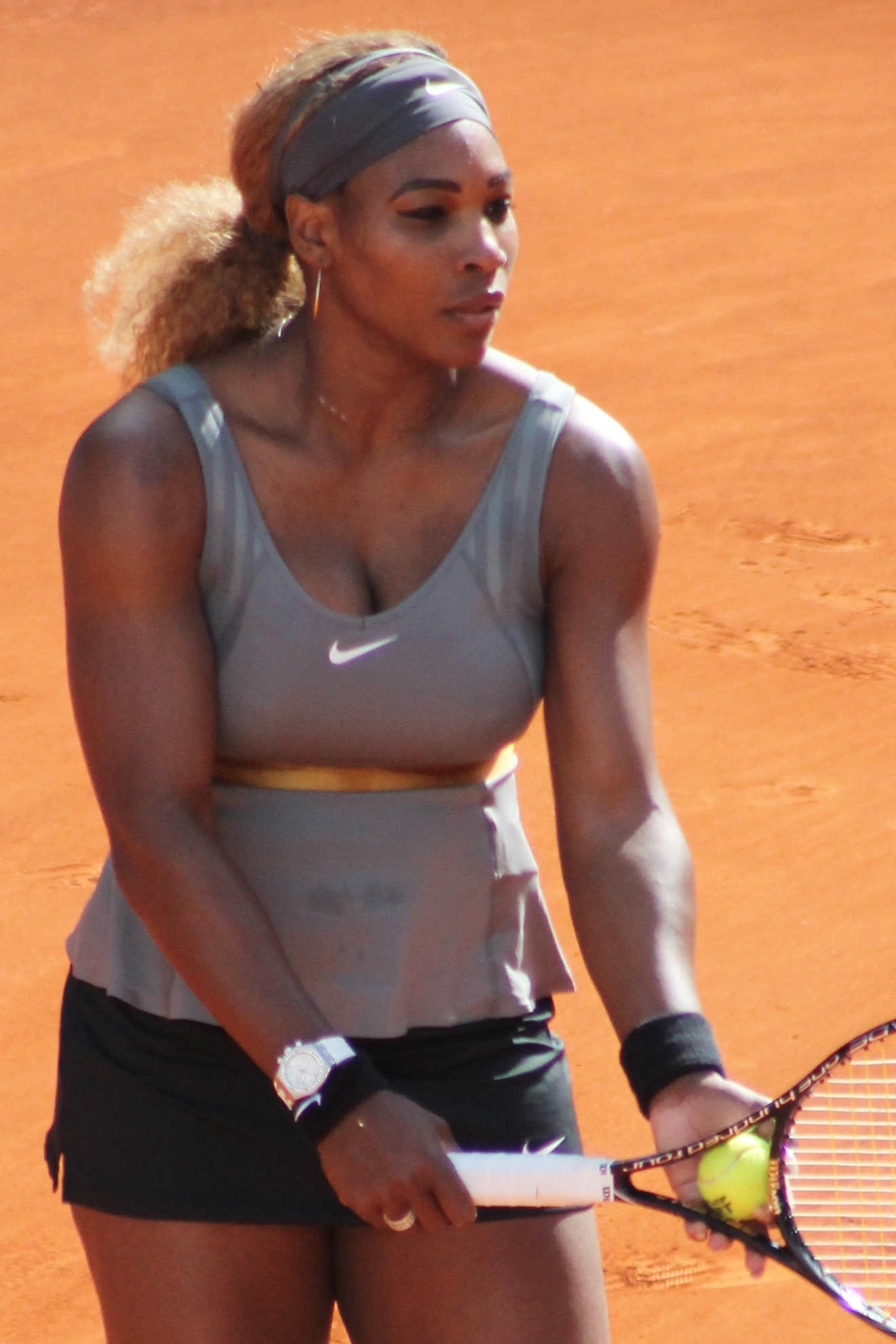
De Amerikaanse Serena Williams won de titel.

### Vrouwen
De titel in het vrouwenenkelspel werd verdedigd door de Russin Maria Sjarapova, de nummer twee op de wereldranglijst bij de vrouwen. Zij werd in de vierde ronde door Lucie Šafářová uitgeschakeld.
De als eerste geplaatste Amerikaanse Serena Williams versloeg in de finale Šafářová in drie sets.
De ongeplaatste Belgische Alison Van Uytvanck bereikte de kwartfinale – daar moest zij haar meerdere erkennen in de Zwitserse Timea Bacsinszky. Haar landgenotes Kirsten Flipkens en Yanina Wickmayer strandden al in de eerste ronde.
Ook de Nederlandse Kiki Bertens verloor haar openingspartij.

## Dubbelspel

### Mannen
De Fransen Julien Benneteau en Édouard Roger-Vasselin waren de titelhouders, maar Benneteau had zich vanwege een blessure afgemeld. Roger-Vasselin speelde met Guillermo García López – dit team was als vijftiende geplaatst en bereikte de derde ronde, waarin zij werden uitgeschakeld door de latere winnaars.
De als derde geplaatste Ivan Dodig en Marcelo Melo versloegen het eerste reekshoofd Bob en Mike Bryan in de finale in drie sets.
De Nederlander Jean-Julien Rojer speelde samen met Roemeen Horia Tecău. Zij waren als vijfde geplaatst en bereikten de halve finale – daarin verloren zij van de latere winnaars. Zijn landgenoot Robin Haase en Michail Joezjny uit Rusland bereikten de tweede ronde.
De Belg Steve Darcis en Marcus Daniell (Nieuw-Zeeland) strandden al in de eerste ronde.

### Vrouwen
Titelverdedigster Hsieh Su-wei speelde samen met Flavia Pennetta – dit team was als vierde geplaatst en bereikte de kwartfinale.
Het eerste reekshoofd, Martina Hingis en Sania Mirza, werd in de kwartfinale uitgeschakeld door de latere winnaressen.
Het als zevende geplaatste duo Bethanie Mattek-Sands / Lucie Šafářová won het toernooi. Zij versloegen in de finale het als twaalfde geplaatste koppel Casey Dellacqua en Jaroslava Sjvedova. Het was hun tweede opeenvolgende grandslamtitel, na de Australian Open van 2015.
De Nederlandse Michaëlla Krajicek was, samen met Barbora Strýcová uit Tsjechië, als dertiende geplaatst. Zij bereikten de kwartfinale, waarin zij verloren van Casey Dellacqua en Jaroslava Sjvedova.
De Belgische Ysaline Bonaventure en haar Slowaakse partner Anna Schmiedlová bereikten de tweede ronde. Haar landgenote Yanina Wickmayer, die samen met Chinese Wang Yafan als last minute invaller was geplaatst, strandde in de eerste ronde.

### Gemengd
Anna-Lena Grönefeld (Duitsland) en Jean-Julien Rojer (Nederland) waren de titelverdedigers. In hun openingspartij rekenden zij af met het eerste reekshoofd, Sania Mirza en Bruno Soares. Vervolgens strandden zij in de tweede ronde.
De titel ging naar de als tweede geplaatste Amerikanen Bethanie Mattek-Sands en Mike Bryan. Zij versloegen in de finale Lucie Hradecká en Marcin Matkowski in twee sets.
De Nederlandse Michaëlla Krajicek en haar Roemeense spelpartner Florin Mergea bereikten de tweede ronde.

## Kwalificatietoernooi (enkelspel)
Algemene regels – Aan het hoofdtoernooi (enkelspel) doen bij de mannen en vrouwen elk 128 tennissers mee. De 104 beste mannen en 108 beste vrouwen van de wereldranglijst die zich inschrijven worden rechtstreeks toegelaten. Acht mannen en acht vrouwen krijgen van de organisatie een wildcard. Voor de overige ingeschrevenen resteren dan nog zestien plaatsen bij de mannen en twaalf plaatsen bij de vrouwen in het hoofdtoernooi – deze plaatsen worden via het kwalificatietoernooi ingevuld. Aan dit kwalificatietoernooi doen nog eens 128 mannen en 96 vrouwen mee.
De kwalificatiewedstrijden vonden plaats van dinsdag 19 tot en met vrijdag 22 mei 2015.
De volgende deelnemers aan het kwalificatietoernooi wisten zich een plaats te veroveren in de hoofdtabel:

### Mannenenkelspel
1. Nikoloz Basilasjvili
2. Igor Sijsling
3. Andrea Arnaboldi
4. Elias Ymer
5. Taro Daniel
6. Luca Vanni
7. Yoshihito Nishioka
8. Christian Lindell
9. Stéphane Robert
10. Kimmer Coppejans
11. Germain Gigounon
12. Kyle Edmund
13. Gastão Elias
14. Matthias Bachinger
15. Illja Martsjenko
16. Michael Berrer

### Vrouwenenkelspel
1. Teliana Pereira
2. Verónica Cepede Royg
3. Sesil Karatantcheva
4. Olivia Rogowska
5. Petra Martić
6. Alexa Glatch
7. Johanna Konta
8. Dinah Pfizenmaier
9. Lourdes Domínguez Lino
10. Andrea Hlaváčková
11. Margarita Gasparjan
12. Paula Kania

## Junioren
Meisjes enkelspel

Finale: Paula Badosa Gibert (Spanje) won van Anna Kalinskaja (Rusland) met 6-3, 6-3
Meisjes dubbelspel

Finale: Miriam Kolodziejová (Tsjechië) en Markéta Vondroušová (Tsjechië) wonnen van Caroline Dolehide (VS) en Katerina Stewart (VS) met 6-0, 6-3
Jongens enkelspel

Finale: Tommy Paul (VS) won van Taylor Fritz (VS) met 7-6, 2-6, 6-2
Jongens dubbelspel

Finale: Álvaro López San Martín (Spanje) en Jaume Munar (Spanje) wonnen van William Blumberg (VS) en Tommy Paul (VS) met 6-4, 6-2

## Rolstoeltennis
Rolstoelmannenenkelspel

Finale: Shingo Kunieda (Japan) won van Stéphane Houdet (Frankrijk) met 6–1, 6–0
Rolstoelvrouwenenkelspel

Finale: Jiske Griffioen (Nederland) won van Aniek van Koot (Nederland) met 6–0, 6–2
Rolstoelmannendubbelspel

Finale: Shingo Kunieda (Japan) en Gordon Reid (VK) wonnen van Gustavo Fernández (Argentinië) en Nicolas Peifer (Frankrijk) met 6–1, 7–6(1)
Rolstoelvrouwendubbelspel

Finale: Jiske Griffioen (Nederland) en Aniek van Koot (Nederland) wonnen van Yui Kamiji (Japan) en Jordanne Whiley (VK) met 7–6(1), 3–6, [10–8]

## Speelschema van dag tot dag
Onderstaand het speelschema van de drie hoofdbanen van dag tot dag.
Alle tijden zijn lokaal MEZT (UTC+2).

### Dag 1 (zondag 24 mei)
- Speelschema
- Reekshoofden uitgeschakeld:
  - Mannenenkelspel:  Ivo Karlović [25],  Guillermo García López [26]
  - Vrouwenenkelspel:  Peng Shuai [24],  Caroline Garcia [31]

| Wedstrijden op de hoofdbanen                         | Wedstrijden op de hoofdbanen                         | Wedstrijden op de hoofdbanen                         | Wedstrijden op de hoofdbanen                         |
| Evenement                                            | Winnaar                                              | Verliezer                                            | Score                                                |
| Wedstrijden op Court Philippe-Chatrier (centercourt) | Wedstrijden op Court Philippe-Chatrier (centercourt) | Wedstrijden op Court Philippe-Chatrier (centercourt) | Wedstrijden op Court Philippe-Chatrier (centercourt) |
| ---------------------------------------------------- | ---------------------------------------------------- | ---------------------------------------------------- | ---------------------------------------------------- |
| Vrouwenenkelspel 1e ronde                            | Simona Halep [3]                                     | Jevgenia Rodina                                      | 7–5, 6–4                                             |
| Mannenenkelspel 1e ronde                             | Roger Federer [2]                                    | Alejandro Falla [LL]                                 | 6–3, 6–3, 6–4                                        |
| Vrouwenenkelspel 1e ronde                            | Donna Vekić                                          | Caroline Garcia [31]                                 | 3–6, 6–3, 6–2                                        |
| Mannenenkelspel 1e ronde                             | Jo-Wilfried Tsonga [14]                              | Christian Lindell [Q]                                | 6–1, 6–2, 6–2                                        |
| Wedstrijden op Court Suzanne-Lenglen (Grandstand)    |                                                      |                                                      |                                                      |
| Vrouwenenkelspel 1e ronde                            | Jekaterina Makarova [9]                              | Louisa Chirico [WC]                                  | 6–4, 6–2                                             |
| Mannenenkelspel 1e ronde                             | Stan Wawrinka [8]                                    | Marsel İlhan                                         | 6–3, 6–2, 6–3                                        |
| Mannenenkelspel 1e ronde                             | Kei Nishikori [5]                                    | Paul-Henri Mathieu [WC]                              | 6–3, 7–5, 6–1                                        |
| Vrouwenenkelspel 1e ronde                            | Ana Ivanović [7]                                     | Jaroslava Sjvedova                                   | 4–6, 6–2, 6–0                                        |
| Wedstrijden op Court 1                               |                                                      |                                                      |                                                      |
| Mannenenkelspel 1e ronde                             | Roberto Bautista Agut [19]                           | Florian Mayer [PR]                                   | 6–3, 6–1, 6–3                                        |
| Vrouwenenkelspel 1e ronde                            | Garbiñe Muguruza [21]                                | Petra Martić [Q]                                     | 6–2, 7–5                                             |
| Mannenenkelspel 1e ronde                             | Ernests Gulbis [24]                                  | Igor Sijsling [Q]                                    | 6–4, 6–4, 7–6(7–3)                                   |
| Vrouwenenkelspel 1e ronde                            | Kurumi Nara                                          | Océane Dodin [WC]                                    | 3–6, 7–5, 6–1                                        |
| Wedstrijden begonnen om 11:00 uur                    |                                                      |                                                      |                                                      |

### Dag 2 (maandag 25 mei)
- Speelschema
- Reekshoofden uitgeschakeld:
  - Mannenenkelspel:  Feliciano López [11],  Adrian Mannarino [30]
  - Vrouwenenkelspel:  Agnieszka Radwańska [14],  Venus Williams [15],  Barbora Strýcová [22]

| Wedstrijden op de hoofdbanen                         | Wedstrijden op de hoofdbanen                         | Wedstrijden op de hoofdbanen                         | Wedstrijden op de hoofdbanen                         |
| Evenement                                            | Winnaar                                              | Verliezer                                            | Score                                                |
| Wedstrijden op Court Philippe-Chatrier (centercourt) | Wedstrijden op Court Philippe-Chatrier (centercourt) | Wedstrijden op Court Philippe-Chatrier (centercourt) | Wedstrijden op Court Philippe-Chatrier (centercourt) |
| ---------------------------------------------------- | ---------------------------------------------------- | ---------------------------------------------------- | ---------------------------------------------------- |
| Vrouwenenkelspel 1e ronde                            | Alizé Cornet [29]                                    | Roberta Vinci                                        | 4–6, 6–4, 6–1                                        |
| Mannenenkelspel 1e ronde                             | Gilles Simon [12]                                    | Lucas Pouille [WC]                                   | 3–6, 6–1, 6–2, 6–4                                   |
| Vrouwenenkelspel 1e ronde                            | Maria Sjarapova [2]                                  | Kaia Kanepi                                          | 6–2, 6–4                                             |
| Mannenenkelspel 1e ronde                             | Andy Murray [3]                                      | Facundo Argüello [LL]                                | 6–3, 6–3, 6–1                                        |
| Wedstrijden op Court Suzanne-Lenglen (Grandstand)    |                                                      |                                                      |                                                      |
| Mannenenkelspel 1e ronde                             | Tomáš Berdych [4]                                    | Yoshihito Nishioka [Q]                               | 6–0, 7–5, 6–3                                        |
| Vrouwenenkelspel 1e ronde                            | Virginie Razzano [WC]                                | Verónica Cepede Royg [Q]                             | 2–6, 6–4, 6–2                                        |
| Mannenenkelspel 1e ronde                             | Gaël Monfils [13]                                    | Édouard Roger-Vasselin [WC]                          | 6–2, 5–7(5–7), 6–1, 7–5                              |
| Vrouwenenkelspel 1e ronde                            | Sloane Stephens                                      | Venus Williams [15]                                  | 7–6(7–5), 6–1                                        |
| Wedstrijden op Court 1                               |                                                      |                                                      |                                                      |
| Vrouwenenkelspel 1e ronde                            | Carla Suárez Navarro [8]                             | Monica Niculescu                                     | 6–2, 6–2                                             |
| Mannenenkelspel 1e ronde                             | Benoît Paire                                         | Gastão Elias [Q]                                     | 5–7, 6–3, 4–6, 6–4, 6–2                              |
| Vrouwenenkelspel 1e ronde                            | Viktoryja Azarenka [27]                              | María Teresa Torró Flor                              | 6–2, 6–1                                             |
| Mannenenkelspel 1e ronde                             | Jürgen Melzer                                        | Adrian Mannarino [30]                                | 7–6(7–5), 6–3, 7–6(7–4)                              |
| Wedstrijden begonnen om 11:00 uur                    |                                                      |                                                      |                                                      |

### Dag 3 (dinsdag 26 mei)
- Speelschema
- Reekshoofden uitgeschakeld:
  - Mannenenkelspel:  Grigor Dimitrov [10]
  - Vrouwenenkelspel:  Eugenie Bouchard [6],  Jelena Janković [25]
  - Mannendubbelspel:  Marcel Granollers /  Marc López [4]

| Wedstrijden op de hoofdbanen                         | Wedstrijden op de hoofdbanen                         | Wedstrijden op de hoofdbanen                         | Wedstrijden op de hoofdbanen                         |
| Evenement                                            | Winnaar                                              | Verliezer                                            | Score                                                |
| Wedstrijden op Court Philippe-Chatrier (centercourt) | Wedstrijden op Court Philippe-Chatrier (centercourt) | Wedstrijden op Court Philippe-Chatrier (centercourt) | Wedstrijden op Court Philippe-Chatrier (centercourt) |
| ---------------------------------------------------- | ---------------------------------------------------- | ---------------------------------------------------- | ---------------------------------------------------- |
| Vrouwenenkelspel 1e ronde                            | Petra Kvitová [4]                                    | Marina Erakovic                                      | 6–4, 3–6, 6–4                                        |
| Mannenenkelspel 1e ronde                             | Rafael Nadal [6]                                     | Quentin Halys [WC]                                   | 6–3, 6–3, 6–4                                        |
| Mannenenkelspel 1e ronde                             | Novak Đoković [1]                                    | Jarkko Nieminen                                      | 6–2, 7–5, 6–2                                        |
| Vrouwenenkelspel 1e ronde                            | Serena Williams [1]                                  | Andrea Hlaváčková [Q]                                | 6–2, 6–3                                             |
| Wedstrijden op Court Suzanne-Lenglen (Grandstand)    |                                                      |                                                      |                                                      |
| Mannenenkelspel 1e ronde                             | David Ferrer [7]                                     | Lukáš Lacko                                          | 6–1, 6–3, 6–1                                        |
| Vrouwenenkelspel 1e ronde                            | Caroline Wozniacki [5]                               | Karin Knapp                                          | 6–3, 6–0                                             |
| Mannenenkelspel 1e ronde                             | Richard Gasquet [20]                                 | Germain Gigounon [Q]                                 | 6–4, 6–3, 6–0                                        |
| Vrouwenenkelspel 1e ronde                            | Kristina Mladenovic                                  | Eugenie Bouchard [6]                                 | 6–4, 6–4                                             |
| Wedstrijden op Court 1                               |                                                      |                                                      |                                                      |
| Vrouwenenkelspel 1e ronde                            | Svetlana Koeznetsova [18]                            | Kiki Bertens                                         | 6–1, 4–6, 6–2                                        |
| Mannenenkelspel 1e ronde                             | Jérémy Chardy                                        | Michael Berrer [Q]                                   | 4–6, 6–3, 6–4, 6–4                                   |
| Vrouwenenkelspel 1e ronde                            | Andrea Petković [10]                                 | Shelby Rogers                                        | 6–2, 6–1                                             |
| Mannenenkelspel 1e ronde                             | Jack Sock                                            | Grigor Dimitrov [10]                                 | 7–6(9–7), 6–2, 6–3                                   |
| Wedstrijden begonnen om 11:00 uur                    |                                                      |                                                      |                                                      |

### Dag 4 (woensdag 27 mei)
- Speelschema
- Reekshoofden uitgeschakeld:
  - Mannenenkelspel:  Roberto Bautista Agut [19],  Ernests Gulbis [24],  Fabio Fognini [28],  Fernando Verdasco [32]
  - Vrouwenenkelspel:  Simona Halep [3]
  - Mannendubbelspel:  Juan Sebastián Cabal /  Robert Farah [16]

| Wedstrijden op de hoofdbanen                         | Wedstrijden op de hoofdbanen                         | Wedstrijden op de hoofdbanen                         | Wedstrijden op de hoofdbanen                         |
| Evenement                                            | Winnaar                                              | Verliezer                                            | Score                                                |
| Wedstrijden op Court Philippe-Chatrier (centercourt) | Wedstrijden op Court Philippe-Chatrier (centercourt) | Wedstrijden op Court Philippe-Chatrier (centercourt) | Wedstrijden op Court Philippe-Chatrier (centercourt) |
| ---------------------------------------------------- | ---------------------------------------------------- | ---------------------------------------------------- | ---------------------------------------------------- |
| Vrouwenenkelspel 2e ronde                            | Maria Sjarapova [2]                                  | Vitalia Djatsjenko                                   | 6–3, 6–1                                             |
| Mannenenkelspel 2e ronde                             | Kei Nishikori [5]                                    | Thomaz Bellucci                                      | 7–5, 6–4, 6–4                                        |
| Mannenenkelspel 2e ronde                             | Gaël Monfils [13]                                    | Diego Schwartzman                                    | 4–6, 6–4, 4–6, 6–2, 6–3                              |
| Vrouwenenkelspel 2e ronde                            | Carla Suárez Navarro [8]                             | Virginie Razzano [WC]                                | 6–3, 1–0, ret.                                       |
| Wedstrijden op Court Suzanne-Lenglen (Grandstand)    |                                                      |                                                      |                                                      |
| Vrouwenenkelspel 2e ronde                            | Samantha Stosur [26]                                 | Amandine Hesse [WC]                                  | 6–0, 6–1                                             |
| Mannenenkelspel 2e ronde                             | Roger Federer [2]                                    | Marcel Granollers                                    | 6–2, 7–6(7–1), 6–3                                   |
| Vrouwenenkelspel 2e ronde                            | Mirjana Lučić-Baroni                                 | Simona Halep [3]                                     | 7–5, 6–1                                             |
| Mannenenkelspel 2e ronde                             | Jo-Wilfried Tsonga [14]                              | Dudi Sela                                            | 6–4, 6–1, 6–1                                        |
| Wedstrijden op Court 1                               |                                                      |                                                      |                                                      |
| Mannenenkelspel 2e ronde                             | Gilles Simon [12]                                    | Martin Kližan                                        | 7–5, 6–2, 6–3                                        |
| Vrouwenenkelspel 2e ronde                            | Alizé Cornet [29]                                    | Alexandra Dulgheru                                   | 6–2, 7–5                                             |
| Mannenenkelspel 2e ronde                             | Tomáš Berdych [4]                                    | Radek Štěpánek [PR]                                  | 6–3, 6–7(7–9), 6–3, 6–3                              |
| Wedstrijden begonnen om 11:00 uur                    |                                                      |                                                      |                                                      |

### Dag 5 (donderdag 28 mei)
- Speelschema
- Reekshoofden uitgeschakeld:
  - Mannenenkelspel:  John Isner [16],  Tommy Robredo [18],  Philipp Kohlschreiber [22],  Bernard Tomic [27],  Viktor Troicki [31]
  - Vrouwenenkelspel:  Caroline Wozniacki [5],  Karolína Plíšková [12],  Svetlana Koeznetsova [18],  Zarina Diyas [32]
  - Vrouwendubbelspel:  Garbiñe Muguruza /  Carla Suárez Navarro [5],  Raquel Kops-Jones /  Abigail Spears [6],  Klaudia Jans-Ignacik /  Andreja Klepač [16]
  - Gemengd dubbelspel:  Sania Mirza /  Bruno Soares [1],  Jelena Vesnina /  Nenad Zimonjić [3],  Andrea Hlaváčková /  Marc López [4]

| Wedstrijden op de hoofdbanen                         | Wedstrijden op de hoofdbanen                         | Wedstrijden op de hoofdbanen                         | Wedstrijden op de hoofdbanen                         |
| Evenement                                            | Winnaar                                              | Verliezer                                            | Score                                                |
| Wedstrijden op Court Philippe-Chatrier (centercourt) | Wedstrijden op Court Philippe-Chatrier (centercourt) | Wedstrijden op Court Philippe-Chatrier (centercourt) | Wedstrijden op Court Philippe-Chatrier (centercourt) |
| ---------------------------------------------------- | ---------------------------------------------------- | ---------------------------------------------------- | ---------------------------------------------------- |
| Vrouwenenkelspel 2e ronde                            | Julia Görges                                         | Caroline Wozniacki [5]                               | 6–4, 7–6(7–4)                                        |
| Mannenenkelspel 2e ronde                             | Rafael Nadal [6]                                     | Nicolás Almagro                                      | 6–4, 6–3, 6–1                                        |
| Mannenenkelspel 2e ronde                             | Andy Murray [3]                                      | João Sousa                                           | 6–2, 4–6, 6–4, 6–1                                   |
| Vrouwenenkelspel 2e ronde                            | Kristina Mladenovic                                  | Danka Kovinić                                        | 6–3, 7–5                                             |
| Wedstrijden op Court Suzanne-Lenglen (Grandstand)    |                                                      |                                                      |                                                      |
| Vrouwenenkelspel 2e ronde                            | Petra Kvitová [4]                                    | Sílvia Soler Espinosa                                | 6–7(4–7), 6–4, 6–2                                   |
| Vrouwenenkelspel 2e ronde                            | Serena Williams [1]                                  | Anna-Lena Friedsam                                   | 5–7, 6–3, 6–3                                        |
| Mannenenkelspel 2e ronde                             | Novak Đoković [1]                                    | Gilles Müller                                        | 6–1, 6–4, 6–4                                        |
| Mannenenkelspel 2e ronde                             | Richard Gasquet [20] vs. Carlos Berlocq              | Richard Gasquet [20] vs. Carlos Berlocq              | 3–6, 6–3, 6–1, 4–6, gestaakt                         |
| Wedstrijden op Court 1                               |                                                      |                                                      |                                                      |
| Vrouwenenkelspel 2e ronde                            | Francesca Schiavone                                  | Svetlana Koeznetsova [18]                            | 6–7(11–13), 7–5, 10–8                                |
| Vrouwenenkelspel 2e ronde                            | Viktoryja Azarenka [27]                              | Lucie Hradecká                                       | 6–2, 6–3                                             |
| Mannenenkelspel 2e ronde                             | Jérémy Chardy                                        | John Isner [16]                                      | 6–4, 4–6, 6–3, 6–3                                   |
| Vrouwenenkelspel 2e ronde                            | Alison Van Uytvanck                                  | Zarina Diyas [32]                                    | 0–6, 6–1, 6–4                                        |
| Wedstrijden begonnen om 11:00 uur                    |                                                      |                                                      |                                                      |

### Dag 6 (vrijdag 29 mei)
- Speelschema
- Reekshoofden uitgeschakeld:
  - Mannenenkelspel:  Pablo Cuevas [21]
  - Vrouwenenkelspel:  Carla Suárez Navarro [8],  Angelique Kerber [11],  Sabine Lisicki [20],  Samantha Stosur [26]
  - Mannendubbelspel:  Marin Draganja /  Henri Kontinen [13]
  - Vrouwendubbelspel:  Alla Koedrjavtseva /  Anastasija Pavljoetsjenkova [10]
  - Gemengd dubbelspel:  Caroline Garcia /  Bob Bryan [5]

| Wedstrijden op de hoofdbanen                         | Wedstrijden op de hoofdbanen                         | Wedstrijden op de hoofdbanen                         | Wedstrijden op de hoofdbanen                         |
| Evenement                                            | Winnaar                                              | Verliezer                                            | Score                                                |
| Wedstrijden op Court Philippe-Chatrier (centercourt) | Wedstrijden op Court Philippe-Chatrier (centercourt) | Wedstrijden op Court Philippe-Chatrier (centercourt) | Wedstrijden op Court Philippe-Chatrier (centercourt) |
| ---------------------------------------------------- | ---------------------------------------------------- | ---------------------------------------------------- | ---------------------------------------------------- |
| Vrouwenenkelspel 3e ronde                            | Alizé Cornet [29]                                    | Mirjana Lučić-Baroni                                 | 4–6, 6–3, 7–5                                        |
| Mannenenkelspel 3e ronde                             | Roger Federer [2]                                    | Damir Džumhur                                        | 6–4, 6–3, 6–2                                        |
| Vrouwenenkelspel 3e ronde                            | Maria Sjarapova [2]                                  | Samantha Stosur [26]                                 | 6–3, 6–4                                             |
| Mannenenkelspel 3e ronde                             | Jo-Wilfried Tsonga [14]                              | Pablo Andújar                                        | 7–6(7–3), 6–4, 6–3                                   |
| Wedstrijden op Court Suzanne-Lenglen (Grandstand)    |                                                      |                                                      |                                                      |
| Vrouwenenkelspel 3e ronde                            | Ana Ivanović [7]                                     | Donna Vekić                                          | 6–0, 6–3                                             |
| (Vervolg bij stand: 3–6, 6–3, 6–1, 4–6)              |                                                      |                                                      |                                                      |
| Mannenenkelspel 2e ronde                             | Richard Gasquet [20]                                 | Carlos Berlocq                                       | 3–6, 6–3, 6–1, 4–6, 6–1                              |
| Mannenenkelspel 3e ronde                             | Gilles Simon [12]                                    | Nicolas Mahut [WC]                                   | 6–2, 6–7(6–8), 6–7(6–8), 6–3, 6–1                    |
| Mannenenkelspel 3e ronde                             | Gaël Monfils [13]                                    | Pablo Cuevas [21]                                    | 4–6, 7–6(7–1), 3–6, 6–4, 6–3                         |
| Wedstrijden op Court 1                               |                                                      |                                                      |                                                      |
| Mannendubbelspel 2e ronde                            | Bob Bryan [1] Mike Bryan [1]                         | Thanasi Kokkinakis [WC] Lucas Pouille [WC]           | 7–6(7–4), 7–6(7–3)                                   |
| Vrouwenenkelspel 3e ronde                            | Lucie Šafářová [13]                                  | Sabine Lisicki [20]                                  | 6–3, 7–6(7–2)                                        |
| Mannenenkelspel 3e ronde                             | Stan Wawrinka [8]                                    | Steve Johnson                                        | 6–4, 6–3, 6–2                                        |
| Mannenenkelspel 3e ronde                             | Tomáš Berdych [4]                                    | Benoît Paire                                         | 6–1, 6–7(5–7), 6–3, 6–4                              |
| Wedstrijden begonnen om 11:00 uur                    |                                                      |                                                      |                                                      |

### Dag 7 (zaterdag 30 mei)
- Speelschema
- Reekshoofden uitgeschakeld:
  - Mannenenkelspel:  Kevin Anderson [15],  David Goffin [17],  Leonardo Mayer [23],  Nick Kyrgios [29]
  - Vrouwenenkelspel:  Andrea Petković [10],  Madison Keys [16],  Viktoryja Azarenka [27],  Irina-Camelia Begu [30]
  - Mannendubbelspel:  Pablo Cuevas /  David Marrero [12],  Guillermo García López /  Édouard Roger-Vasselin [15]
  - Vrouwendubbelspel:  Tímea Babos /  Kristina Mladenovic [3]
  - Gemengd dubbelspel:  Martina Hingis /  Leander Paes [8]

| Wedstrijden op de hoofdbanen                         | Wedstrijden op de hoofdbanen                         | Wedstrijden op de hoofdbanen                         | Wedstrijden op de hoofdbanen                         |
| Evenement                                            | Winnaar                                              | Verliezer                                            | Score                                                |
| Wedstrijden op Court Philippe-Chatrier (centercourt) | Wedstrijden op Court Philippe-Chatrier (centercourt) | Wedstrijden op Court Philippe-Chatrier (centercourt) | Wedstrijden op Court Philippe-Chatrier (centercourt) |
| ---------------------------------------------------- | ---------------------------------------------------- | ---------------------------------------------------- | ---------------------------------------------------- |
| Vrouwenenkelspel 3e ronde                            | Petra Kvitová [4]                                    | Irina-Camelia Begu [30]                              | 6–3, 6–2                                             |
| Mannenenkelspel 3e ronde                             | Novak Đoković [1]                                    | Thanasi Kokkinakis [WC]                              | 6–4, 6–4, 6–4                                        |
| Mannenenkelspel 3e ronde                             | Richard Gasquet [20]                                 | Kevin Anderson [15]                                  | 4–6, 7–6(7–4), 7–5, 6–4                              |
| Vrouwenenkelspel 3e ronde                            | Serena Williams [1]                                  | Viktoryja Azarenka [27]                              | 3–6, 6–4, 6–2                                        |
| Wedstrijden op Court Suzanne-Lenglen (Grandstand)    |                                                      |                                                      |                                                      |
| Mannenenkelspel 3e ronde                             | Andy Murray [3]                                      | Nick Kyrgios [29]                                    | 6–4, 6–2, 6–3                                        |
| Vrouwenenkelspel 3e ronde                            | Alison Van Uytvanck                                  | Kristina Mladenovic                                  | 6–4, 6–1                                             |
| Mannenenkelspel 3e ronde                             | Rafael Nadal [6]                                     | Andrej Koeznetsov                                    | 6–1, 6–3, 6–2                                        |
| Vrouwenenkelspel 3e ronde                            | Sloane Stephens                                      | Tsvetana Pironkova                                   | 6–4, 6–1                                             |
| Wedstrijden op Court 1                               |                                                      |                                                      |                                                      |
| Vrouwenenkelspel 3e ronde                            | Sara Errani [17]                                     | Andrea Petković [10]                                 | 6–3, 6–3                                             |
| Mannenenkelspel 3e ronde                             | Jérémy Chardy                                        | David Goffin [17]                                    | 6–3, 6–4, 6–2                                        |
| Mannenenkelspel 3e ronde                             | David Ferrer [7]                                     | Simone Bolelli                                       | 6–3, 1–6, 5–7, 6–0, 6–1                              |
| Gemengd dubbelspel 2e ronde                          | Katarina Srebotnik Horia Tecău                       | Martina Hingis [8] Leander Paes [8]                  | 6–7(6–8), 6–3, [10–6]                                |
| Wedstrijden begonnen om 11:00 uur                    |                                                      |                                                      |                                                      |

### Dag 8 (zondag 31 mei)
- Speelschema
- Reekshoofden uitgeschakeld:
  - Mannenenkelspel:  Tomáš Berdych [4],  Gilles Simon [12]
  - Vrouwenenkelspel:  Jekaterina Makarova [9],  Alizé Cornet [29]
  - Mannendubbelspel:  Rohan Bopanna /  Florin Mergea [9],  Daniel Nestor /  Leander Paes [10],  Jamie Murray /  John Peers [11],  Pierre-Hugues Herbert /  Nicolas Mahut [14]
  - Vrouwendubbelspel:  Caroline Garcia /  Katarina Srebotnik [8],  Chan Yung-jan /  Zheng Jie [11],  Karin Knapp /  Roberta Vinci [14]
  - Gemengd dubbelspel:  Kristina Mladenovic /  Daniel Nestor [6]

| Wedstrijden op de hoofdbanen                         | Wedstrijden op de hoofdbanen                         | Wedstrijden op de hoofdbanen                         | Wedstrijden op de hoofdbanen                         |
| Evenement                                            | Winnaar                                              | Verliezer                                            | Score                                                |
| Wedstrijden op Court Philippe-Chatrier (centercourt) | Wedstrijden op Court Philippe-Chatrier (centercourt) | Wedstrijden op Court Philippe-Chatrier (centercourt) | Wedstrijden op Court Philippe-Chatrier (centercourt) |
| ---------------------------------------------------- | ---------------------------------------------------- | ---------------------------------------------------- | ---------------------------------------------------- |
| Vrouwenenkelspel 4e ronde                            | Elina Svitolina [19]                                 | Alizé Cornet [29]                                    | 6–2, 7–6(11–9)                                       |
| Mannenenkelspel 4e ronde                             | Jo-Wilfried Tsonga [14]                              | Tomáš Berdych [4]                                    | 6–3, 6–2, 6–7(5–7), 6–3                              |
| Mannenenkelspel 4e ronde                             | Gaël Monfils [13] vs. Roger Federer [2]              | Gaël Monfils [13] vs. Roger Federer [2]              | 3–6, 6–4, gestaakt                                   |
| Vrouwenenkelspel 4e ronde                            | Flavia Pennetta [28] vs. Garbiñe Muguruza [21]       | Flavia Pennetta [28] vs. Garbiñe Muguruza [21]       | Geannuleerd                                          |
| Wedstrijden op Court Suzanne-Lenglen (Grandstand)    |                                                      |                                                      |                                                      |
| Vrouwenenkelspel 4e ronde                            | Ana Ivanović [7]                                     | Jekaterina Makarova [9]                              | 7–5, 3–6, 6–1                                        |
| Mannenenkelspel 4e ronde                             | Kei Nishikori [5]                                    | Tejmoeraz Gabasjvili                                 | 6–3, 6–4, 6–2                                        |
| Mannenenkelspel 4e ronde                             | Stan Wawrinka [8]                                    | Gilles Simon [12]                                    | 6–1, 6–4, 6–2                                        |
| Vrouwenenkelspel 4e ronde                            | Lucie Šafářová [13] vs. Maria Sjarapova [2]          | Lucie Šafářová [13] vs. Maria Sjarapova [2]          | Geannuleerd                                          |
| Wedstrijden op Court 1                               |                                                      |                                                      |                                                      |
| Mannendubbelspel 3e ronde                            | Bob Bryan [1] Mike Bryan [1]                         | Jérémy Chardy Łukasz Kubot                           | 6–4, 7–5                                             |
| Mannendubbelspel 3e ronde                            | Vasek Pospisil [2] Jack Sock [2]                     | Pierre-Hugues Herbert [14] Nicolas Mahut [14]        | 7–6(7–3), 7–6(7–2)                                   |
| Vrouwendubbelspel 3e ronde                           | Martina Hingis [1] Sania Mirza [1]                   | Karin Knapp [14] Roberta Vinci [14]                  | 6–1, 6–4                                             |
| Gemengd dubbelspel 2e ronde                          | Anastasia Rodionova Aisam-ul-Haq Qureshi             | Kristina Mladenovic [6] Daniel Nestor [6]            | 6–4, 6–3                                             |
| Wedstrijden begonnen om 11:00 uur                    |                                                      |                                                      |                                                      |

### Dag 9 (maandag 1 juni)
- Speelschema
- Reekshoofden uitgeschakeld:
  - Mannenenkelspel:  Marin Čilić [9],  Gaël Monfils [13],  Richard Gasquet [20]
  - Vrouwenenkelspel:  Maria Sjarapova [2],  Petra Kvitová [4],  Flavia Pennetta [28]
  - Mannendubbelspel:  Alexander Peya /  Bruno Soares [8]
  - Vrouwendubbelspel:  Anastasia Rodionova /  Arina Rodionova [15]

| Wedstrijden op de hoofdbanen                         | Wedstrijden op de hoofdbanen                         | Wedstrijden op de hoofdbanen                         | Wedstrijden op de hoofdbanen                         |
| Evenement                                            | Winnaar                                              | Verliezer                                            | Score                                                |
| Wedstrijden op Court Philippe-Chatrier (centercourt) | Wedstrijden op Court Philippe-Chatrier (centercourt) | Wedstrijden op Court Philippe-Chatrier (centercourt) | Wedstrijden op Court Philippe-Chatrier (centercourt) |
| ---------------------------------------------------- | ---------------------------------------------------- | ---------------------------------------------------- | ---------------------------------------------------- |
| Vrouwenenkelspel 4e ronde                            | Lucie Šafářová [13]                                  | Maria Sjarapova [2]                                  | 7–6(7–3), 6–4                                        |
| (vervolg bij stand 3–6, 6–4)                         |                                                      |                                                      |                                                      |
| Mannenenkelspel 4e ronde                             | Roger Federer [2]                                    | Gaël Monfils [13]                                    | 6–3, 4–6, 6–4, 6–1                                   |
| Vrouwenenkelspel 4e ronde                            | Serena Williams [1]                                  | Sloane Stephens                                      | 1–6, 7–5, 6–3                                        |
| Mannenenkelspel 4e ronde                             | Novak Đoković [1]                                    | Richard Gasquet [20]                                 | 6–1, 6–2, 6–3                                        |
| Wedstrijden op Court Suzanne-Lenglen (Grandstand)    |                                                      |                                                      |                                                      |
| Vrouwenenkelspel 4e ronde                            | Garbiñe Muguruza [21]                                | Flavia Pennetta [28]                                 | 6–3, 6–4                                             |
| Mannenenkelspel 4e ronde                             | Andy Murray [3]                                      | Jérémy Chardy                                        | 6–4, 3–6, 6–3, 6–2                                   |
| Mannenenkelspel 4e ronde                             | Rafael Nadal [6]                                     | Jack Sock                                            | 6–3, 6–1, 5–7, 6–2                                   |
| Vrouwenenkelspel 4e ronde                            | Timea Bacsinszky [23]                                | Petra Kvitová [4]                                    | 2–6, 6–0, 6–3                                        |
| Wedstrijden op Court 1                               |                                                      |                                                      |                                                      |
| Meisjesenkelspel 1e ronde                            | Fiona Ferro                                          | Tereza Mihalíková [10]                               | 6–3, 6–1                                             |
| Mannenenkelspel 4e ronde                             | David Ferrer [7]                                     | Marin Čilić [9]                                      | 6–2, 6–2, 6–4                                        |
| Vrouwenenkelspel 4e ronde                            | Sara Errani [17]                                     | Julia Görges                                         | 6–2, 6–2                                             |
| Vrouwenenkelspel 4e ronde                            | Alison Van Uytvanck                                  | Andreea Mitu                                         | 6–1, 6–3                                             |
| Wedstrijden begonnen om 11:00 uur                    |                                                      |                                                      |                                                      |

### Dag 10 (dinsdag 2 juni)
- Speelschema
- Reekshoofden uitgeschakeld:
  - Mannenenkelspel:  Roger Federer [2],  Kei Nishikori [5]
  - Vrouwenenkelspel:  Elina Svitolina [19],  Garbiñe Muguruza [21]
  - Mannendubbelspel:  Vasek Pospisil /  Jack Sock [2],  Marcin Matkowski /  Nenad Zimonjić [7]
  - Vrouwendubbelspel:  Michaëlla Krajicek /  Barbora Strýcová [13]
  - Gemengd dubbelspel:  Tímea Babos /  Alexander Peya [7]

| Wedstrijden op de hoofdbanen                                                                      | Wedstrijden op de hoofdbanen                         | Wedstrijden op de hoofdbanen                         | Wedstrijden op de hoofdbanen                         |
| Evenement                                                                                         | Winnaar                                              | Verliezer                                            | Score                                                |
| Wedstrijden op Court Philippe-Chatrier (centercourt)                                              | Wedstrijden op Court Philippe-Chatrier (centercourt) | Wedstrijden op Court Philippe-Chatrier (centercourt) | Wedstrijden op Court Philippe-Chatrier (centercourt) |
| ------------------------------------------------------------------------------------------------- | ---------------------------------------------------- | ---------------------------------------------------- | ---------------------------------------------------- |
| Vrouwenenkelspel kwartfinale                                                                      | Ana Ivanović [7]                                     | Elina Svitolina [19]                                 | 6–3, 6–2                                             |
| Mannenenkelspel kwartfinale                                                                       | Jo-Wilfried Tsonga [14]                              | Kei Nishikori [5]                                    | 6–1, 6–4, 4–6, 3–6, 6–3                              |
| Wedstrijden op Court Suzanne-Lenglen (Grandstand)                                                 |                                                      |                                                      |                                                      |
| Vrouwenenkelspel kwartfinale                                                                      | Lucie Šafářová [13]                                  | Garbiñe Muguruza [21]                                | 7–6(7–3), 6–3                                        |
| Mannenenkelspel kwartfinale                                                                       | Stan Wawrinka [8]                                    | Roger Federer [2]                                    | 6–4, 6–3, 7–6(7–4)                                   |
| Wedstrijden op Court 1                                                                            |                                                      |                                                      |                                                      |
| Vrouwendubbelspel kwartfinale                                                                     | Casey Dellacqua [12] Jaroslava Sjvedova [12]         | Michaëlla Krajicek [13] Barbora Strýcová [13]        | 6–3, 7–5                                             |
| Mannendubbelspel kwartfinale                                                                      | Bob Bryan [1] Mike Bryan [1]                         | Marcin Matkowski [7] Nenad Zimonjić [7]              | 6–4, 6–7(5–7), 6–4                                   |
| Mannendubbelspel kwartfinale                                                                      | Jean-Julien Rojer [5] Horia Tecau [5]                | Vasek Pospisil [2] Jack Sock [2]                     | 6–3, 6–3                                             |
| Gemengd dubbelspel kwartfinale                                                                    | Bethanie Mattek-Sands [2] Mike Bryan [2]             | Anastasia Rodionova Aisam-ul-Haq Qureshi             | 6–0, 7–6(7–3)                                        |
| Wedstrijden begonnen om 11:00 uur (14:00 uur op Court Philippe-Chatrier en Court Suzanne-Lenglen) |                                                      |                                                      |                                                      |

### Dag 11 (woensdag 3 juni)
- Speelschema
- Reekshoofden uitgeschakeld:
  - Mannenenkelspel:  Rafael Nadal [6],  David Ferrer [7]
  - Vrouwenenkelspel:  Sara Errani [17]
  - Vrouwendubbelspel:  Martina Hingis /  Sania Mirza [1],  Hsieh Su-wei /  Flavia Pennetta [4]

| Wedstrijden op de hoofdbanen                                                                      | Wedstrijden op de hoofdbanen                         | Wedstrijden op de hoofdbanen                         | Wedstrijden op de hoofdbanen                         |
| Evenement                                                                                         | Winnaar                                              | Verliezer                                            | Score                                                |
| Wedstrijden op Court Philippe-Chatrier (centercourt)                                              | Wedstrijden op Court Philippe-Chatrier (centercourt) | Wedstrijden op Court Philippe-Chatrier (centercourt) | Wedstrijden op Court Philippe-Chatrier (centercourt) |
| ------------------------------------------------------------------------------------------------- | ---------------------------------------------------- | ---------------------------------------------------- | ---------------------------------------------------- |
| Vrouwenenkelspel kwartfinale                                                                      | Serena Williams [1]                                  | Sara Errani [17]                                     | 6–1, 6–3                                             |
| Mannenenkelspel kwartfinale                                                                       | Novak Đoković [1]                                    | Rafael Nadal [6]                                     | 7–5, 6–3, 6–1                                        |
| Wedstrijden op Court Suzanne-Lenglen (Grandstand)                                                 |                                                      |                                                      |                                                      |
| Vrouwenenkelspel kwartfinale                                                                      | Timea Bacsinszky [23]                                | Alison Van Uytvanck                                  | 6–4, 7–5                                             |
| Mannenenkelspel kwartfinale                                                                       | Andy Murray [3]                                      | David Ferrer [7]                                     | 7–6(7–4), 6–2, 5–7, 6–1                              |
| Wedstrijden op Court 1                                                                            |                                                      |                                                      |                                                      |
| Mannenlegendes 45+ dubbelspel                                                                     | John McEnroe Patrick McEnroe                         | Pat Cash Andrés Gómez                                | 6–3, 6–4                                             |
| Vrouwendubbelspel kwartfinale                                                                     | Bethanie Mattek-Sands [7] Lucie Šafářová [7]         | Martina Hingis [1] Sania Mirza [1]                   | 7–5, 6–2                                             |
| Vrouwendubbelspel kwartfinale                                                                     | Andrea Hlaváčková [9] Lucie Hradecká [9]             | Hsieh Su-wei [4] Flavia Pennetta [4]                 | 7–5, 3–6, 7–5                                        |
| Gemengd dubbelspel halve finale                                                                   | Bethanie Mattek-Sands [2] Mike Bryan [2]             | Katarina Srebotnik Horia Tecău                       | 4–6, 6–3, [10–8]                                     |
| Gemengd dubbelspel halve finale                                                                   | Lucie Hradecká Marcin Matkowski                      | Zheng Jie Henri Kontinen                             | 7–5, 7–6(7–5)                                        |
| Wedstrijden begonnen om 11:00 uur (14:00 uur op Court Philippe-Chatrier en Court Suzanne-Lenglen) |                                                      |                                                      |                                                      |

### Dag 12 (donderdag 4 juni)
- Speelschema
- Reekshoofden uitgeschakeld:
  - Vrouwenenkelspel:  Ana Ivanović [7],  Timea Bacsinszky [23]
  - Mannendubbelspel:  Jean-Julien Rojer /  Horia Tecău [5],  Simone Bolelli /  Fabio Fognini [6]

| Wedstrijden op de hoofdbanen                                             | Wedstrijden op de hoofdbanen                         | Wedstrijden op de hoofdbanen                         | Wedstrijden op de hoofdbanen                         |
| Evenement                                                                | Winnaar                                              | Verliezer                                            | Score                                                |
| Wedstrijden op Court Philippe-Chatrier (centercourt)                     | Wedstrijden op Court Philippe-Chatrier (centercourt) | Wedstrijden op Court Philippe-Chatrier (centercourt) | Wedstrijden op Court Philippe-Chatrier (centercourt) |
| ------------------------------------------------------------------------ | ---------------------------------------------------- | ---------------------------------------------------- | ---------------------------------------------------- |
| Mannendubbelspel halve finale                                            | Bob Bryan [1] Mike Bryan [1]                         | Simone Bolelli [6] Fabio Fognini [6]                 | 6–3, 6–3                                             |
| Vrouwenenkelspel halve finale                                            | Lucie Šafářová [13]                                  | Ana Ivanović [7]                                     | 7–5, 7–5                                             |
| Vrouwenenkelspel halve finale                                            | Serena Williams [1]                                  | Timea Bacsinszky [23]                                | 4–6, 6–3, 6–0                                        |
| Wedstrijden op Court Suzanne-Lenglen (Grandstand)                        |                                                      |                                                      |                                                      |
| Vrouwenlegendes dubbelspel                                               | Kim Clijsters Martina Navrátilová                    | Conchita Martínez Anastasija Myskina                 | 7–5, 6–3                                             |
| Mannendubbelspel halve finale                                            | Ivan Dodig [3] Marcelo Melo [3]                      | Jean-Julien Rojer [5] Horia Tecău [5]                | 6–3, 7–5                                             |
| Mannenlegendes −45 dubbelspel                                            | Juan Carlos Ferrero Carlos Moyá                      | Michael Chang Goran Ivanišević                       | 6–3, 6–3                                             |
| Gemengd dubbelspel finale                                                | Bethanie Mattek-Sands [2] Mike Bryan [2]             | Lucie Hradecká Marcin Matkowski                      | 7–6(7–3), 6–1                                        |
| Wedstrijden op Court 1                                                   |                                                      |                                                      |                                                      |
| Vrouwenlegendes dubbelspel                                               | Lindsay Davenport Mary Joe Fernandez                 | Marion Bartoli Iva Majoli                            | 6–3, 6–3                                             |
| Mannenlegendes 45+ dubbelspel                                            | Guy Forget Henri Leconte                             | Mikael Pernfors Mats Wilander                        | 6–2, 7–6(9–7)                                        |
| Mannenlegendes −45 dubbelspel                                            | Arnaud Clément Nicolas Escudé                        | Jevgeni Kafelnikov Andrej Medvedev                   | 6–4, 7–5                                             |
| Wedstrijden begonnen om 11:00 uur (12:00 uur op Court Philippe-Chatrier) |                                                      |                                                      |                                                      |

### Dag 13 (vrijdag 5 juni)
- Speelschema
- Reekshoofden uitgeschakeld:
  - Mannenenkelspel:  Jo-Wilfried Tsonga [14]
  - Vrouwendubbelspel:  Jekaterina Makarova /  Jelena Vesnina [2],  Andrea Hlaváčková /  Lucie Hradecká [9]

| Wedstrijden op de hoofdbanen                                             | Wedstrijden op de hoofdbanen                         | Wedstrijden op de hoofdbanen                         | Wedstrijden op de hoofdbanen                         |
| Evenement                                                                | Winnaar                                              | Verliezer                                            | Score                                                |
| Wedstrijden op Court Philippe-Chatrier (centercourt)                     | Wedstrijden op Court Philippe-Chatrier (centercourt) | Wedstrijden op Court Philippe-Chatrier (centercourt) | Wedstrijden op Court Philippe-Chatrier (centercourt) |
| ------------------------------------------------------------------------ | ---------------------------------------------------- | ---------------------------------------------------- | ---------------------------------------------------- |
| Mannenenkelspel halve finale                                             | Stan Wawrinka [8]                                    | Jo-Wilfried Tsonga [14]                              | 6–3, 6–7(1–7), 7–6(7–3), 6–4                         |
| Mannenenkelspel halve finale                                             | Novak Đoković [1] vs. Andy Murray [3]                | Novak Đoković [1] vs. Andy Murray [3]                | 6–3, 6–3, 5–7, 3–3, gestaakt                         |
| Wedstrijden op Court Suzanne-Lenglen (Grandstand)                        |                                                      |                                                      |                                                      |
| Mannenlegendes 45+ dubbelspel                                            | Cédric Pioline Mark Woodforde                        | John McEnroe Patrick McEnroe                         | 6–4, 6–1                                             |
| Vrouwendubbelspel halve finale                                           | Bethanie Mattek-Sands [7] Lucie Šafářová [7]         | Andrea Hlaváčková [9] Lucie Hradecká [9]             | 6–2, 5–7, 6–4                                        |
| Vrouwendubbelspel halve finale                                           | Casey Dellacqua [12] Jaroslava Sjvedova [12]         | Jekaterina Makarova [2] Jelena Vesnina [2]           | 6–3, 6–2                                             |
| Vrouwenlegendes dubbelspel                                               | Conchita Martínez Anastasija Myskina                 | Nathalie Tauziat Sandrine Testud                     | 6–2, 4–6, [10–8]                                     |
| Wedstrijden op Court 1                                                   |                                                      |                                                      |                                                      |
| Jongensenkelspel halve finale                                            | Taylor Fritz [2]                                     | Corentin Denolly [4]                                 | 6–1, 6–2                                             |
| Mannenlegendes −45 dubbelspel                                            | Jevgeni Kafelnikov Andrej Medvedev                   | Sergi Bruguera Gastón Gaudio                         | 6–4, 6–4                                             |
| Vrouwenlegendes dubbelspel                                               | Marion Bartoli Iva Majoli                            | Jana Novotná Arantxa Sánchez Vicario                 | 6–4, 6–2                                             |
| Wedstrijden begonnen om 11:00 uur (13:00 uur op Court Philippe-Chatrier) |                                                      |                                                      |                                                      |

### Dag 14 (zaterdag 6 juni)
- Speelschema
- Reekshoofden uitgeschakeld:
  - Mannenenkelspel:  Andy Murray [3]
  - Vrouwenenkelspel:  Lucie Šafářová [13]
  - Mannendubbelspel:  Bob Bryan /  Mike Bryan [1]

| Wedstrijden op de hoofdbanen                                             | Wedstrijden op de hoofdbanen                         | Wedstrijden op de hoofdbanen                         | Wedstrijden op de hoofdbanen                         |
| Evenement                                                                | Winnaar                                              | Verliezer                                            | Score                                                |
| Wedstrijden op Court Philippe-Chatrier (centercourt)                     | Wedstrijden op Court Philippe-Chatrier (centercourt) | Wedstrijden op Court Philippe-Chatrier (centercourt) | Wedstrijden op Court Philippe-Chatrier (centercourt) |
| ------------------------------------------------------------------------ | ---------------------------------------------------- | ---------------------------------------------------- | ---------------------------------------------------- |
| Mannenenkelspel halve finale                                             | Novak Đoković [1]                                    | Andy Murray [3]                                      | 6–3, 6–3, 5–7, 5–7, 6–1                              |
| Vrouwenenkelspel finale                                                  | Serena Williams [1]                                  | Lucie Šafářová [13]                                  | 6–3, 6–7(2–7), 6–2                                   |
| Mannendubbelspel finale                                                  | Ivan Dodig [3] Marcelo Melo [3]                      | Bob Bryan [1] Mike Bryan [1]                         | 6–7(5–7), 7–6(7–5), 7–5                              |
| Wedstrijden op Court Suzanne-Lenglen (Grandstand)                        |                                                      |                                                      |                                                      |
| Vrouwenlegendes dubbelspel finale                                        | Kim Clijsters Martina Navrátilová                    | Lindsay Davenport Mary Joe Fernandez                 | 2–6, 6–2, [11–9]                                     |
| Mannenlegendes 45+ dubbelspel                                            | Guy Forget Henri Leconte                             | Mansour Bahrami Paul Haarhuis                        | 7–6(7–1), 6–4                                        |
| Wedstrijden op Court 1                                                   |                                                      |                                                      |                                                      |
| Jongensenkelspel finale                                                  | Taylor Fritz [2]                                     | Tommy Paul [13]                                      | 7–6(7–4), 2–6, 6–2                                   |
| Mannenlegendes −45 dubbelspel                                            | Juan Carlos Ferrero Carlos Moyá                      | Sébastien Grosjean Fabrice Santoro                   | 4–6, 6–3 opgave                                      |
| Wedstrijden begonnen om 11:00 uur (13:00 uur op Court Philippe-Chatrier) |                                                      |                                                      |                                                      |

### Dag 15 (zondag 7 juni)
- Speelschema
- Reekshoofden uitgeschakeld:
  - Mannenenkelspel:  Novak Đoković [1]
  - Vrouwendubbelspel:  Casey Dellacqua /  Jaroslava Sjvedova [12]

| Wedstrijden op de hoofdbanen                                             | Wedstrijden op de hoofdbanen                         | Wedstrijden op de hoofdbanen                         | Wedstrijden op de hoofdbanen                         |
| Evenement                                                                | Winnaar                                              | Verliezer                                            | Score                                                |
| Wedstrijden op Court Philippe-Chatrier (centercourt)                     | Wedstrijden op Court Philippe-Chatrier (centercourt) | Wedstrijden op Court Philippe-Chatrier (centercourt) | Wedstrijden op Court Philippe-Chatrier (centercourt) |
| ------------------------------------------------------------------------ | ---------------------------------------------------- | ---------------------------------------------------- | ---------------------------------------------------- |
| Vrouwendubbelspel finale                                                 | Bethanie Mattek-Sands [7] Lucie Šafářová [7]         | Casey Dellacqua [12] Jaroslava Sjvedova [12]         | 3–6, 6–4, 6–2                                        |
| Mannenenkelspel finale                                                   | Stan Wawrinka [8]                                    | Novak Đoković [1]                                    | 4–6, 6–4, 6–3, 6–4                                   |
| Wedstrijden op Court Suzanne-Lenglen (Grandstand)                        |                                                      |                                                      |                                                      |
| Mannenlegendes 45+ dubbelspel finale                                     | Guy Forget Henri Leconte                             | Cédric Pioline Mark Woodforde                        | 4–6, 7–6(7–5), [10–3]                                |
| Mannenlegendes −45 dubbelspel finale                                     | Juan Carlos Ferrero Carlos Moyá                      | Arnaud Clément Nicolas Escudé                        | 6–3, 6–3                                             |
| Wedstrijden begonnen om 11:00 uur (12:00 uur op Court Philippe-Chatrier) |                                                      |                                                      |                                                      |